# Имријевци
Имријевци су насељено место у општини Чаглин, у Славонији, Република Хрватска.

## Историја
До нове територијалне организације место је припадало бившој великој општини Славонска Пожега.

## Становништво
Насеље је према попису становништва из 2011. године имало 29 становника.
| Националност       | 1991.       |
| Хрвати             | 64 (78,04%) |
| Срби               | 3 (3,65%)   |
| Југословени        | 13 (15,85%) |
| остали и непознато | 2 (2,43%)   |
| Укупно             | 82          |